# Heterarmia rybakowi
Heterarmia rybakowi är en fjärilsart som beskrevs av Alphéraky 1892. Heterarmia rybakowi ingår i släktet Heterarmia och familjen mätare. Inga underarter finns listade i Catalogue of Life.